# Katelyn MacMullen
Katelyn MacMullen (Los Angeles, 27 giugno 1995) è un'attrice statunitense.
È famosa per il ruolo di Willow Tait in General Hospital.

## Biografia
Katelyn MacMullen nasce a Los Angeles il 27 giugno 1995.

### Carriera
Nel 2015 fa il suo primo debutto televisivo apparendo in un episodio della serie comica Sin City Saints. Nel 2018 appare nel film horror-thriller The Row. Nello stesso anno entra nel cast principale della soap opera General Hospital nel ruolo di Willow Tait, ruolo che ricopre tutt'ora.

## Filmografia

### Cinema
- The Row (2018)

### Televisione
- Sin City Saints - serie TV, 1 episodio (2015)
- General Hospital - soap opera (2018-in corso)